# Disney Publishing Worldwide
Disney Publishing Worldwide (DPW), anteriormente conocida como The Disney Publishing Group y Buena Vista Publishing Group, es la subsidiaria editorial de Disney Experiences, una subsidiaria de The Walt Disney Company. Sus sellos incluyen Disney Editions, Disney Press, Kingswell, Freeform y Hyperion Books for Children. Tiene centros creativos en Glendale, California y Milán, Italia.

## Historia
En 1990, Disney Consumer Products suspendió su licencia para Topolino, una revista italiana de Mickey Mouse. Esto llevó a Michael Lynton, director de desarrollo comercial de Disney Consumer Products, a iniciar su propio Magazine Group con Disney Adventures, de diseño similar. A través de Walt Disney Publications, Inc., Disney Publishing lanzó Disney Comics en los Estados Unidos. Ese mismo año, Disney comenzó a publicar Disney Adventures. En 1991, Disney Publishing compró la revista Discover de Family Media, ubicándola dentro de su Magazine Group, y compró la revista FamilyFun después de su segundo número a Jake Winebaum.